# Посмертное донорство
Посмертное донорство — это безвозмездная передача собственных органов после наступления смерти.

## Важность посмертного донорства
Посмертное донорство спасает жизни других людей, трансплантация сердца, почек, печени, лёгких и других органов может продлить жизнь больных людей. Пересадка роговицы глаза может восстановить зрение. Пересадка сердца или печени даёт человеку шанс на жизнь при тяжёлых заболеваниях, угрожающих жизни человека.
В прошлом были попытки трансплантации и имплантации зубов от мёртвых людей живым.
Переливание трупной крови может помочь при отсутствии или недостаточном количестве донорской крови.

## Смерть мозга и посмертное донорство
Посмертное донорство некоторых органов возможно только при диагностировании смерти мозга, при этом с помощью реанимационных мероприятий должна искусственно поддерживаться функция сердца, кровообращение и дыхательная деятельность, сохраняющая органы пригодными для пересадки.

## Посмертное донорство и закон в России
Если у умершего человека нет родственников или других лиц, взявших на себя обязанность его похоронить, тело, органы и ткани умершего человека могут использоваться в медицинских, научных и учебных целях.
Также это возможно добровольно по завещанию, см. донорство тела.
В России законом установлена презумпция согласия на изъятие органов и тканей для трансплантации у трупа, то есть органы человека после смерти могут быть использованы для трансплантации другим людям.
Врачи должны уведомить ближайших родственников об изъятии органов и (или) тканей, уведомление нужно сделать в установленные сроки, и оно должно содержать информацию о процессе трансплантации. Ближайшие родственники могут написать отказ от операции по изъятию органов. Отказ от посмертного донорства органов для пересадки может написать любой человек.